# Ilana Glazer

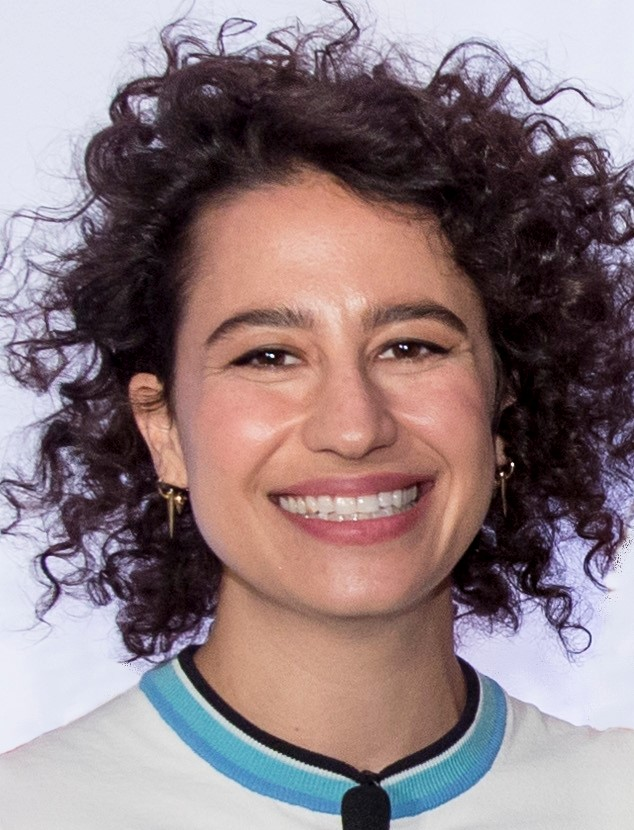
Ilana Glazer

Ilana Rose Glazer (* 27. April 1987) ist eine US-amerikanische Filmschauspielerin und Komikerin. Bekannt wurde sie als Ilana Wexler in der Serie Broad City.

## Leben
Ilana Glazer wurde als Tochter von Sandi und Larry Glazer in eine jüdische Familie geboren. Sie studierte Psychologie an der New York University. Das Schauspiel lernte sie mit ihrer späteren Serienpartnerin Abbi Jacobson am Upright Citizens Brigade Theatre zur gleichen Zeit.
Jacobson und Glazer produzierten von 2009 bis 2011 die Webserie Broad City, in der die beiden gleichzeitig die Hauptrollen spielten. Von 2014 bis 2019 wurden 50 Folgen einer gleichnamigen Fernseh-Adaption der Webserie auf Comedy Central ausgestrahlt. Jacobson und Glazer übernahmen auch hier die Hauptrollen. 2017 spielte Glazer in der Komödie Girls’ Night Out als Frankie mit.
Glaze identifiziert sich als nichtbinär.

## Position zu Gaza
Im Februar 2025 wurde eine ganzseitige Anzeige in der New York Times veröffentlicht: »Trump hat die Ausweisung aller Palästinenser aus dem Gazastreifen gefordert. Jüdische Menschen sagen Nein zur ethnischen Säuberung!« Die öffentliche Erklärung war von mehr als 350 US-amerikanischen Rabbinern unterzeichnet sowie von jüdischen Künstlern, Schriftstellern und Aktivisten, darunter Ilana Glazer, Tony Kushner, Judith Butler, Joaquin Phoenix, Naomi Klein, Rebecca Alpert und Peter Beinart.

## Filmografie
- 2010–2011: Broad City (Webserie, 16 Folgen)
- 2015: Die Highligen Drei Könige (The Night Before)
- 2014–2019: Broad City  (Fernsehserie, 50 Episoden)
- 2016: Brad Neely's Harg Nallin' Sclopio Peepio (Fernsehserie, 10 Folgen)
- 2017: Girls’ Night Out (Rough Night)
- 2019–2022: Grünes Ei mit Speck (Green Eggs and Ham, Zeichentrickserie, 23 Episoden, Stimme)
- 2021: False Positive (auch Drehbuch und Produktion)
- 2024: Babes (auch Drehbuch und Produktion)